# Médaille Matteucci
La médaille Matteucci a été créée en 1868 pour récompenser les contributions à la physique fondamentale. À la suite d'un décret royal italien, en date du 10 juillet 1870, la Société italienne des sciences a été autorisée à recevoir une donation de Carlo Matteucci pour remettre un prix aux lauréats.

## Liste des lauréats
- 1868 Hermann Helmholtz, Berlin
- 1875 Henri Victor Regnault, Paris
- 1876 William Thomson, Glasgow
- 1877 Gustav Kirchhoff, Berlin
- 1878 Gustav Heinrich Wiedemann, Leipzig
- 1879 Wilhelm Weber, Göttingen
- 1880 Antonio Pacinotti, Pise
- 1881 Emilio Villari (it), Bologne
- 1882 Augusto Righi, Padoue
- 1887 Thomas Edison, Milan et Ohio
- 1888 Heinrich Rudolph Hertz,  Karlsruhe
- 1894 John William Strutt Rayleigh,  Londres
- 1895 Henry Augustus Rowland, Baltimore
- 1896 Wilhelm Conrad Röntgen, Würzburg, et Philipp Lenard, Heidel
- 1901 Guglielmo Marconi, Bologne
- 1903 Albert Abraham Michelson, Chicago
- 1904 Marie Curie and Pierre Curie,  Paris
- 1905 Henri Poincaré, Paris
- 1906 James Dewar, Londres
- 1907 William Ramsay, Londres
- 1908 Antonio Garbasso (it), Gênes
- 1909 Orso Mario Corbino, Messine
- 1910 Heike Kamerlingh Onnes, Leiden
- 1911 Jean Perrin, Paris
- 1912 Pieter Zeeman, Amsterdam
- 1913 Ernest Rutherford, Manchester
- 1914 Max von Laue, Zürich
- 1915 Johannes Stark, Aacken
- 1915 William Henry Bragg et William Lawrence Bragg, Londres
- 1917 Antonino Lo Surdo (it), Florence
- 1918 Robert Williams Wood, Baltimore
- 1919 Henry Moseley, Oxford
- 1921 Albert Einstein, Berne
- 1923 Niels Bohr, Köbenhavn
- 1924 Arnold Sommerfeld, Munich
- 1925 Robert Andrews Millikan, Chicago
- 1926 Enrico Fermi, Rome
- 1927 Erwin Schrödinger, Clontarf, Dublin
- 1928 Venkata Raman Chandrasekhara, Calcutta
- 1929 Werner Heisenberg, Leipzig
- 1930 Arthur Compton, Chicago
- 1931 Franco Rasetti, Rome
- 1932 Frédéric Joliot et Irène Joliot-Curie, Paris
- 1956 Wolfgang Pauli, Zürich
- 1975 Bruno Touschek (it), Rome
- 1978 Abdus Salam, Trieste et Londres
- 1979 Luciano Maiani, Rome
- 1980 Gian-Carlo Wick, Pise
- 1982 Rudolf Peierls, Oxford
- 1985 Hendrik Casimir, Heeze
- 1987 Pierre-Gilles de Gennes, Paris
- 1988 Lev B. Okun, Moscou
- 1989 Freeman Dyson, Princeton
- 1990 Jack Steinberger, Genève
- 1991 Bruno Rossi, Cambridge
- 1992 Anatole Abragam, Paris
- 1993 John Wheeler, Heightstown, NJ, USA
- 1994 Claude Cohen-Tannoudji, Paris
- 1995 Tsung Dao Lee, New York
- 1996 Wolfgang K. H. Panofsky (en), Stanford
- 1998 Oreste Piccioni, San Diego, CA
- 2001 Theodor W. Hänsch, Munich
- 2002 Nicola Cabibbo, Rome
- 2003 Manuel Cardona, Barcelone
- 2004 David Ruelle, Bures sur Yvette, France
- 2005 Jean Iliopoulos
- 2006 Giorgio Bellettini (it)
- 2016 Adalberto Giazotto
- 2017 Marco Tavani (de)
- 2018 Gianluigi Fogli
- 2019 Federico Capasso (it)
- 2020 Massimo Inguscio (it)
- 2021 Amos Maritan (en)
- 2022 Jocelyn Bell Burnell
- 2023 Francesco Di Martini
- 2024 Helen Quinn